# 源氏物語巨細
源氏物語巨細（げんじものがたりこさい）とは、古系図に分類される源氏物語系図の一つ。

## 概要
本書は「源氏物語巨細」という特異な表題を持っており、内容も他に例を見ない点を多く持つ源氏物語古系図の一つとされている。室町時代末期の書写と見られる桃園文庫旧蔵・現天理大学天理図書館所蔵の巻本1巻からなる写本が唯一の伝本として知られている。同写本は池田亀鑑のものとなり、池田によって源氏物語古系図の一つとして簡単に紹介されたが、池田は『源氏物語大成研究資料篇』において「著者の管見にはいった古系図で巣守三位のことに触れているのは正嘉本、大島本、伝実秋筆本の三本にすぎない」と述べており、本書に巣守関連の記述が存在することに気づいていない。結局本書は天理図書館所蔵となった後に常磐井和子によって詳細な調査が行われ、そこで初めて巣守関係の記述を含め特異な点を数多く持つ古系図であることが明らかにされた。人物呼称などの点で古系図としては末流に位置する天文本に近い呼び名が採用されていることも多く、その中には新系図である実隆本とも共通する呼称も含まれているという時代的に新しい性格を持つ一方で鎌倉時代初期以降に54帖かならる源氏物語からは次第に外されていったと見られる巣守巻関連の人物の記述も少なからず持つっているという相矛盾する独自の特徴を持っている。

## 作者
本書は姉小路基綱の作とされている。同人は室町時代中期の公家であり、源氏物語系図のいわゆる「実隆本（新系図）」を作り上げた三条西実隆と同時代の人物である。三条西実隆の日記「実隆公記」の文明17年3月7日（1485年4月1日） の条には「陰、雨降、朝間姉小路（基綱）来、源氏系図借与之、」との記述があり、姉小路基綱と三条西実隆との間で源氏物語系図の貸借があったことが記録されている。

## 全体の構成
系譜の前に源氏物語の成立事情について述べた「源氏物語のおこり」が記されている。続いて系譜部分がある。系譜部分は「先帝」からはじまっており、この系譜部分が「先帝」からはじまる形態は、神宮文庫本古系図などには見られるものの、少数派の記述であるといえる。系譜部分の終わりは大臣と六条御息所の父娘のみの系譜である。系譜部分に収録されている人物の数は総計で189人である。系譜部分に続く「不入系図」の部分が「けいつにいらさるあまの分」・「僧の分」・「男分」・「女房の分」と分かれて総計136人の人物が記されている。奥書・跋文・識語の類は無い。

## 特徴
本書は巣守関係の記述を持つ古系図の一つである。以下のような点が巣守関係の記述を持った古系図の中でも正嘉本とは異なっており源氏系図小鏡や国文研本と共通している。
- 朱雀院の女四宮について詳細な事績の記述があること
- 薫の子として巣守の産んだ子を立項していること
- 別人として扱われる文献もある蛍兵部卿宮の子供である梅枝の巻に登場する侍従と源三位を同一の人物であるとしていること

蛍兵部卿宮の子である源三位の子の男子について、正嘉本のか多くの古系図で「頭中将」としている中でこの源氏物語巨細では、単に「中将」としている。このように本書と同様に巣守関係の記述を持つ古系図である正嘉本古系図と比較すると、異なる内容の記述を持ちながら相互に矛盾する（両立しない）記述はほとんど無い。これは正嘉本古系図と源氏物語巨細とが、（ほぼ）同じ記述を持った「巣守」巻を元にしてそれぞれ別々に系図を作成していったためではないかと考えられている。その一方で人物間の血縁関係を全て文章で記述している独特な形式を持った古系図である源氏系図小鏡とこの源氏物語巨細とは、巣守その他に関して内容面での共通する記述が多い。
その他の特徴として宇治の中君を「中君」、玉鬘を「玉鬘尚侍」、明石入道を「入道播磨守」と呼んでおり、人物表記が天文本や学習院大学蔵本といった古系図としては末流に位置する諸本や実隆本以降の新系図と共通するものが多く見られるといった点が挙げられる。

### 記載されている人物の数
系譜部分に収録されている人物の数は189人である。この系譜部分に収録されている人物の数を様々な古系図について調べ、人数順に並べてみると以下のようになる。
- 九条家本古系図 117人（ただし欠損部分を近い系統の古系図で補うと133人から134人であると考えられる）
- 秋香台本古系図 133人
- 帝塚山短期大学蔵本古系図 133人
- 吉川本古系図 137人
- 伝為定本古系図 141人
- 国文研本古系図 163人
- 日本大学蔵本古系図 174人
- 為氏本古系図 177人
- 東京大学蔵本古系図 178人
- 伝清水谷実秋筆本古系図 179人（B本・C本、専修寺秋香台文庫蔵）
- 安養尼本古系図 189人
- 天文本古系図 187人
- 源氏物語巨細 189人
- 鶴見大学本古系図 189人
- 神宮文庫蔵本古系図 191人
- 正嘉本古系図 210人から214人（但し東海大学蔵本の現存部分のみだと202人）
- 学習院大学蔵本古系図 215人
- 伝後光厳院筆本古系図 235人

この人数を常磐井和子が唱えた系図に収録されている系譜部分の人数が少ないほど古く原型に近いものである」とする法則に当てはめると、この源氏物語巨細は正嘉本よりは少ないものの鶴見大学本に近いかなり増補されたものであるということが出来る。